# 阿魯查鈍頭鮠
阿魯查鈍頭鮠，為輻鰭魚綱鯰形目鈍頭鮠科的其中一種，為亞熱帶淡水魚類，被IUCN列為瀕危保育類動物，分布於亞洲印度阿魯納恰爾邦淡水流域，棲息在底層水域，生活習性不明。

## 扩展阅读
維基物種上的相關：阿魯查鈍頭鮠